# Portaleig (Portaledge)

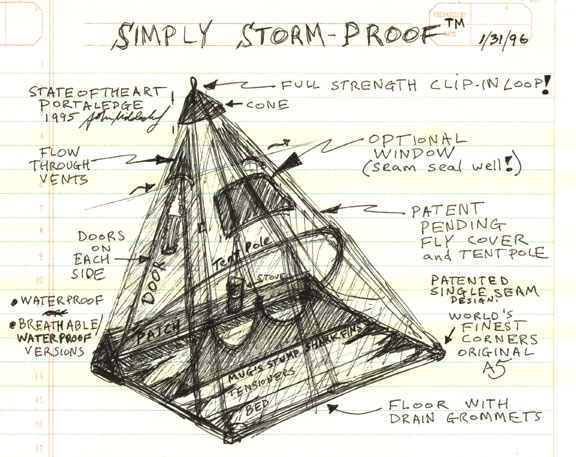
Portaleig A5

Un portaleig (també anomenat portaledge, que és el seu nom original en anglès) és un sistema desplegable de tendes penjants dissenyat per als escaladors que passen diversos dies i nits en una escalada llarga de parets de muntanya. Un portaleig muntat és una plataforma recoberta de tela envoltada d'un marc metàl·lic que penja d'un sol punt i té corretges de suspensió ajustables. Una coberta que s’hi pot afegir, anomenada cobretot o stormfly, cobreix tot el sistema en cas de mal temps.

## Història

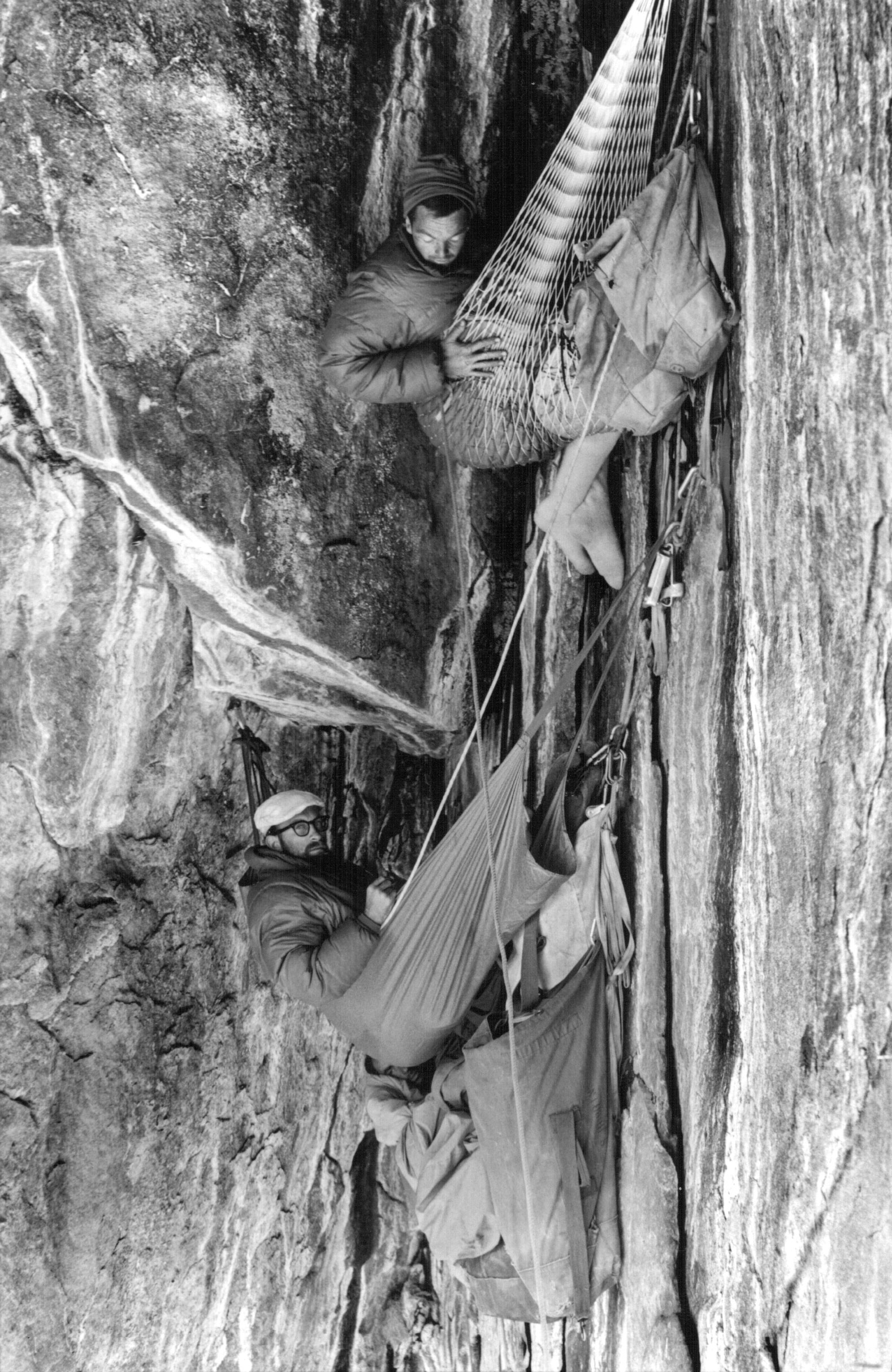
Les hamaques eren utilitzades pels escaladors abans que es desenvolupessin els portaleigs.

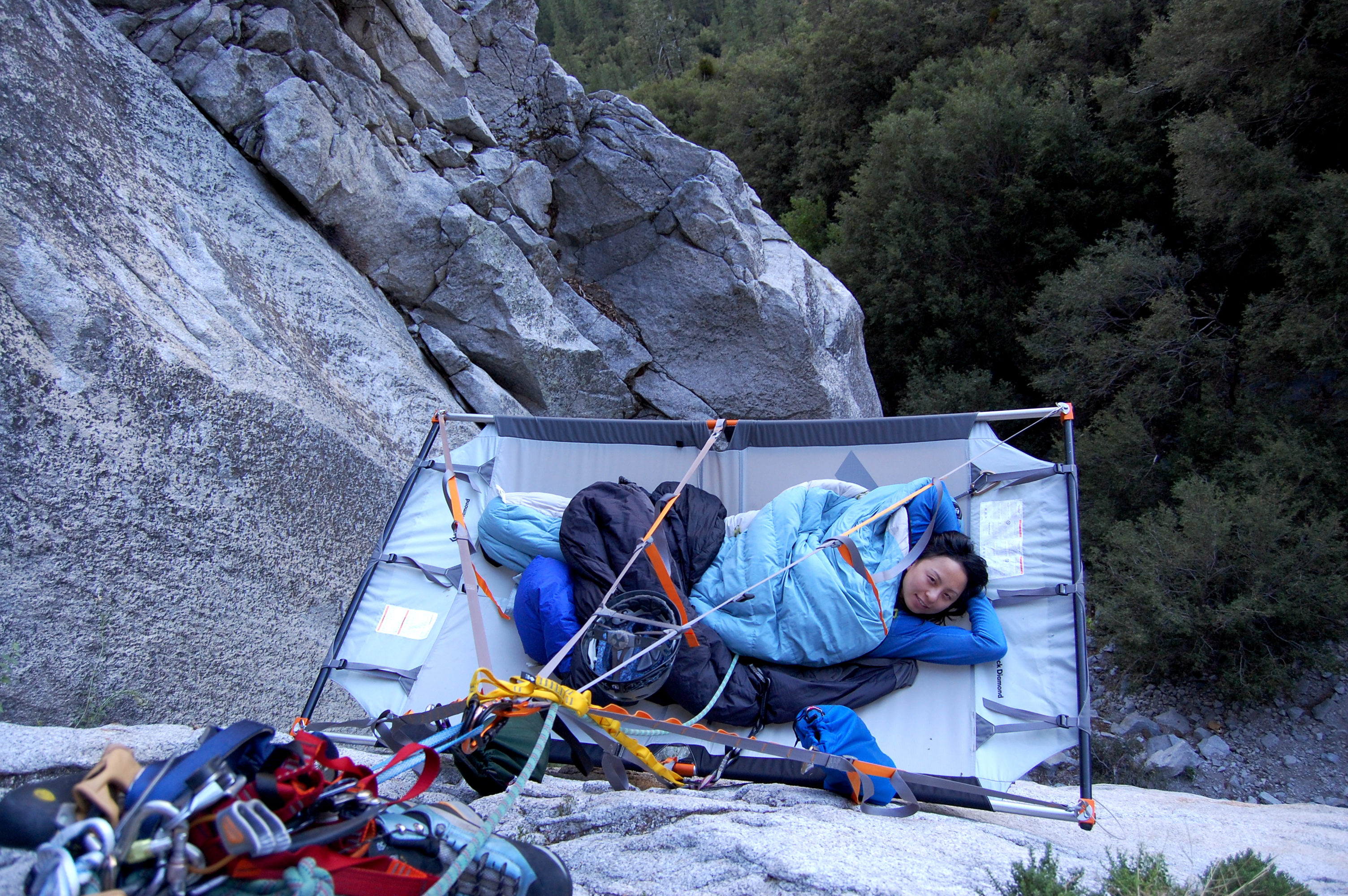
Un disseny de portaleig d'entre 1986 i 2016.

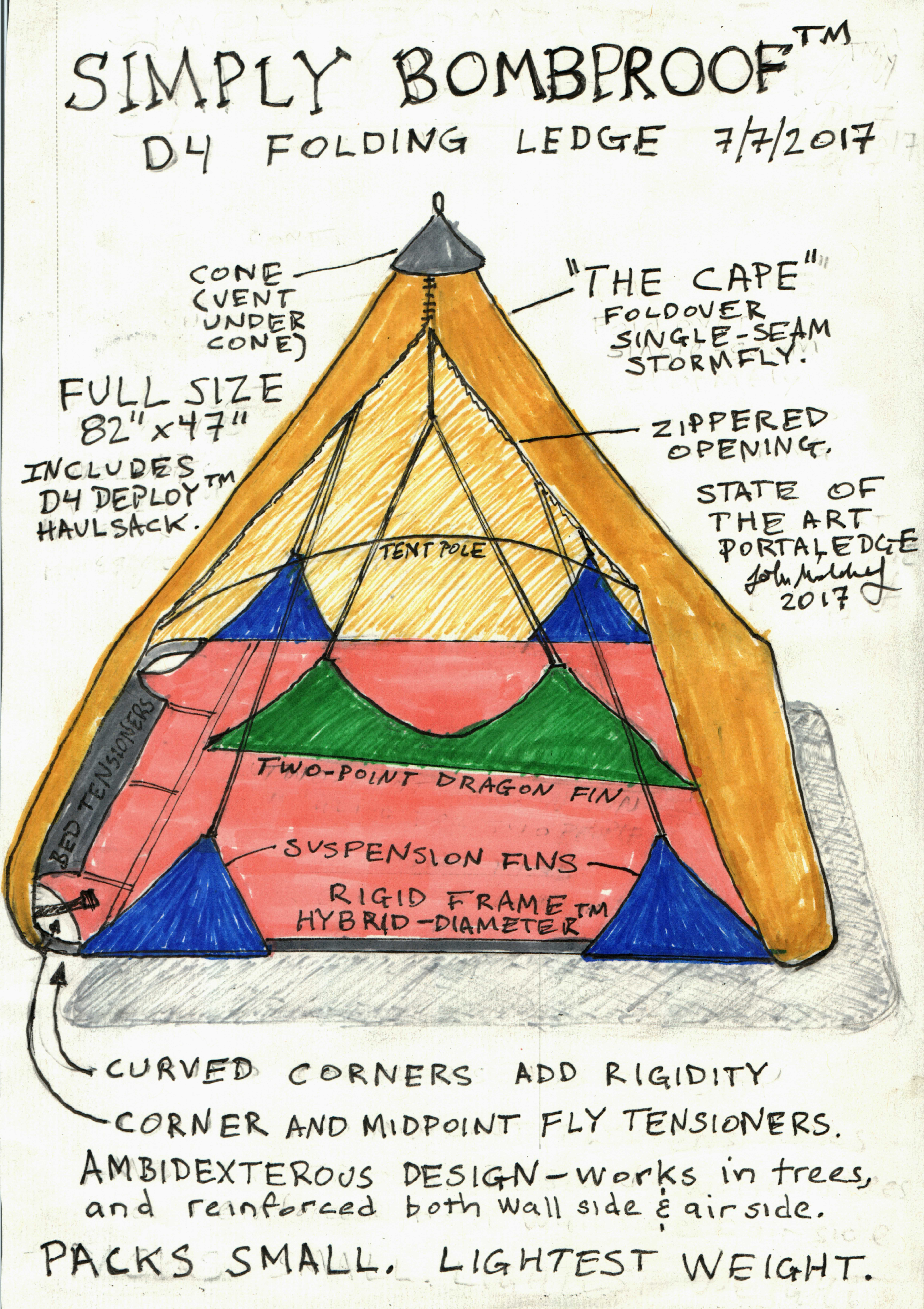
La reinvenció del Portaleig D4 del 2017 millora les possibilitats tècniques anteriors, com la de l'esbós publicat el 1996 a "Simply Stormproof".

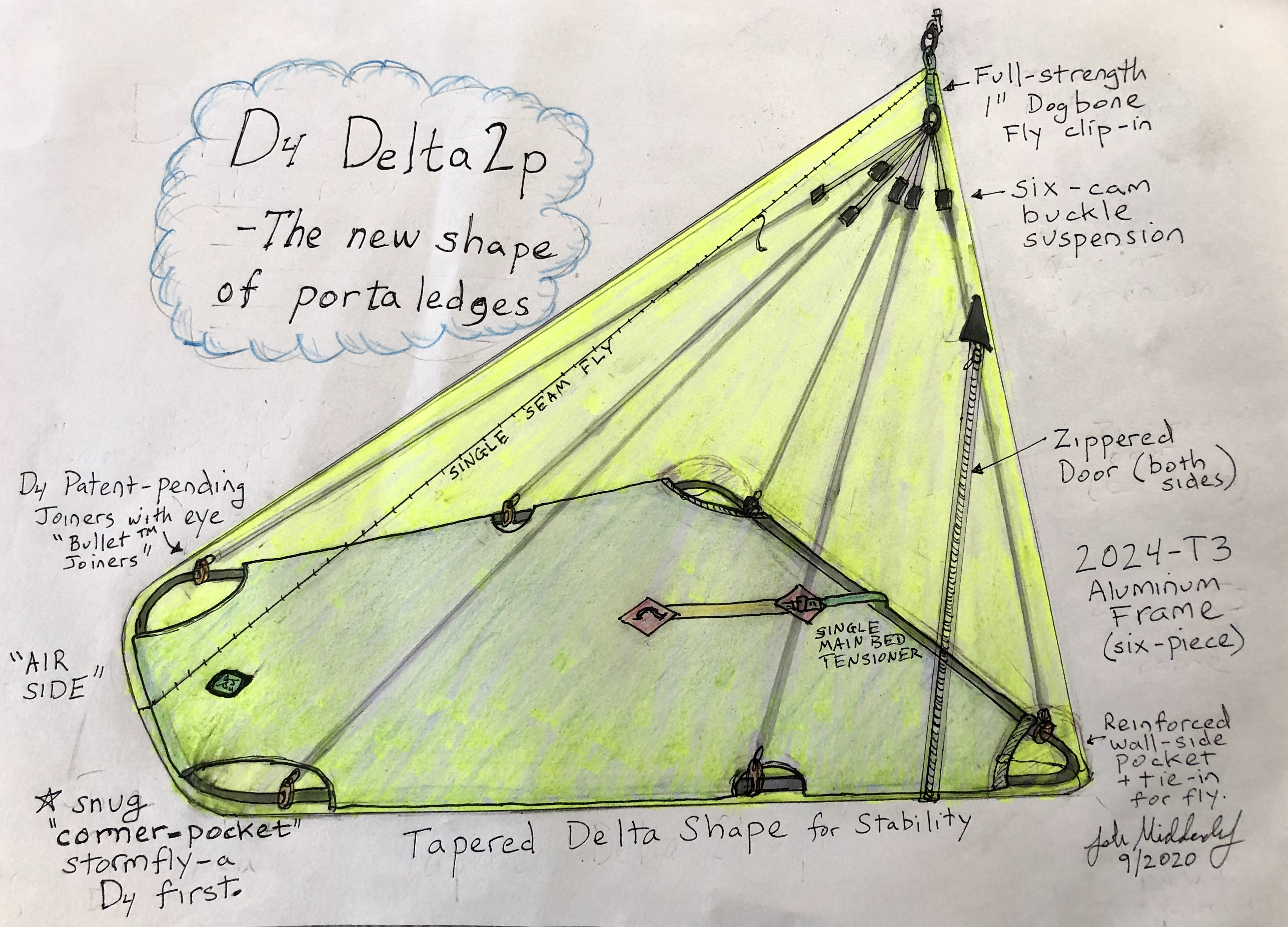
D4 Delta2p, el disseny Middendorf del 2020

### 1950–1960
L'escalador Warren Harding va dormir sobre cornises naturals durant la seva primera ascensió a El Capitan a Yosemite el 1958.

### 1960–70
Les rutes de diversos dies a El Capitán van empènyer els escaladors a inventar estructures per dormir. Van començar a fixar les tradicionals hamaques de dos punts a les parets dels penya-segats. Warren Harding va inventar la primera hamaca suspesa d'un punt central, que va anomenar la Tenda BAT (Basically Absurd Technology). La suspensió central facilita el desplegament, evita la inclinació que es produeix amb les hamaques de dos punts i, des de llavors, s'ha integrat a totes les estructures per dormir de parets de muntanya importants. Harding gairebé va morir durant el seu intent de 1968 a Half Dome a Yosemite després de quedar atrapat en una tempesta de tres dies, quan la seva tenda BAT es va omplir de pluja gelada i neu. Les hamaques d'un sol punt no permetien dormir gaire perquè no oferien resistència a la intempèrie i aixafaven les espatlles de l'escalador.

### 1970–1980
A principis de la dècada de 1970, els escaladors Billy Westbay i Bruce Hawkins van crear els primers portaleigs reapropiant-se de bressols d'acer i lona robats als refugis del parc de Yosemite. Es tractava d'una gran millora respecte a les hamaques d'un sol punt pel que fa a la comoditat, però no eren plegables i pesaven fins a trenta quilos (gairebé tres vegades el pes dels models actuals). Durant aquest període, els escaladors també van utilitzar els anomenats Submarine Ledges, fets amb bressols de tub d'alumini de la Marina dels Estats Units, comprats a les botigues d'excedents de l'exèrcit.
El 1972 els germans escaladors Gregg i Jeff Lowe van dissenyar el LURP, un prototip de portaleig altament innovador. El marc plegable del disseny va permetre que els Lowes pugéssin sense l'embalum d'un bressol. Cada portaleig important des del LURP ha tingut un marc plegable. Una altra característica pionera d'aquest disseny va ser la seva tenda de niló, que proporcionava un refugi tancat dels elements. Les tendes de campanya es van convertir ràpidament en un element estàndard dels portaleigs. Jeff Lowe va utilitzar el LURP a la primera ascensió a l'hivern de l'Haf Dome de Yosemite. Tot i que el prototip no es va vendre mai a altres, els germans el van incloure al seu catàleg de productes d'escalada, que va circular molt entre els escaladors.
A finals de la dècada de 1970, el terme "portaledge", que combina les paraules "portable" i "ledge", (lleixa portàtil) s'havia convertit en el nom comú de la tipologia. L'origen del terme segueix sent desconegut fins avui. Mike Graham, un famós escalador nord-americà, va fundar la seva empresa d'equips d'escalada Gramicci el 1977. Durant els propers cinc anys, Graham va vendre més de cinc-cents dels primers portaleigs disponibles comercialment, anomenats Cliff Dwellings, a escaladors de Califòrnia i Europa. Graham va fer els seus Cliff Dwellings amb l'equip que portava al seu camió i instal·laria la seva botiga als garatges i soterranis d'un amic. Els tubs del marc de Graham encaixen entre si a les puntes, cosa que va permetre que el marc es desés a la bossa més petita possible. Les seves connexions mínimes de cantonada van ser una innovació important, però també van fer que Cliff Dwelling fos vulnerable a fallades estructurals sota forces de la naturalesa extremes. Per a una expedició a la Patagònia el 1979, Graham va dissenyar la Fortress (fortalesa), el primer portaleig prou gran per a dues persones. Aquest model es va construir amb niló balístic, un teixit prou fort com per desviar petits trossos de gel i roca que cauen. Durant el mateix any Graham va fer, però mai no va provar, un prototip anomenat Windshield (parabrisa): una tenda de campanya, suspesa per sota del Cliff Dwelling que desviaria els vents ascendents lluny del portaleig.

### 1980–1986
Els primers portaleigs utilitzats a Yosemite eren bressols no plegables robats del campament de Housekeeping, un campament de la vall de Yosemite que comptava amb lliteres primitives amb estructura metàl·lica per als campistes. Aquests bressols pesats s'utilitzaven en escalades de diversos dies en monòlits de granit com El Capitán, i de vegades es llançaven des del cim per a la seva posterior recuperació. A Mike Graham se li atribueixen els primers models de portaleig plegables disponibles per a la compra al detall amb el nom de la seva empresa, Gramicci Products, amb seu a Ventura, Califòrnia. El Gramicci Portaledge va aparèixer a principis de la dècada de 1980 i va revolucionar la comoditat de les parets grans de diversos dies. Hi va haver uns quants fabricants menors que també van incursionar en el disseny de portaledge a principis dels anys 80, però que no van poder aconseguir cap tracció en aquest nínxol de mercat i aviat es van esvair de la vista. El 1985, una petita empresa amb seu a Califòrnia anomenada Fish Products, fundada per Russ Walling, va començar a fabricar portaleigs per a una sola persona. Altres primers fabricants de portaleigs van ser Fig, Frog (Ray Olsen), Lowe (mai disponible comercialment) i C&S Engineering.

### 1986–1998
El 1986, John Middendorf, un enginyer mecànic format a Stanford, va fundar A5 Adventures. Anteriorment, Middendorf i els seus companys Steve Bosque i Mike Corbett gairebé havien mort a causa d'una fallada de portaleig durant una tempesta de tres dies a la cara sud de Half Dome de 610 metres, fet que va provocar que Middendorf redissenyés el concepte de portaleig actual. Els portaleigs A5 es van construir amb teixits altament resistents a la intempèrie i es van dissenyar per ser estructuralment estables i forts. La companyia va produir tres models: el Single, el Alpine Double i el Cliff Cabana. Els portaleigs A5 van ser els primers que van poder suportar les dures condicions meteorològiques en zones remotes com l'Himàlaia i el Karakoram, permetent als escaladors ampliar els seus horitzons fins a les parets de muntanya més grans del món. El mateix Middendorf va utilitzar portaleigs A5 en algunes de les grans parets més dures i remotes del món, inclosa la primera ascensió de The Grand Voyage a la Great Trango Tower el 1992, la gran paret vertical més llarga del món (1350 m). L'A5 Portaleig es va vendre a tot el món.

### 1998–2016
L'empresa The North Face (TNF) va adquirir els actius d'A5 Adventures, inclòs el disseny del portaleig A5, el 1998. Middendorf va continuar dirigint el producte durant dos anys addicionals a TNF abans de passar a altres activitats fora de la indústria de l'escalada. Els dissenys del portaleig de l'A5 es van transferir posteriorment a Black Diamond Equipment de Salt Lake City, Utah, que continuen produint els dissenys de l'A5 amb moltes funcions afegides. A partir del 2016, hi havia quatre proveïdors comercials principals de portaleigs, que van fer populars els següents models:
- Black Diamond Single (81" × 31,5", 21,7 lliures amb cremallera, clon modificat de l'A5 Single).
- Black Diamond Double (84" × 51", 28,4 lliures amb cremallera i barra per a pesos, clon modificat de l'A5 Cliff Cabana).
- Runout Customs Double (75" × 42,25", 15 lliures amb cremallera i bossa de transport, clon de l'A5 Alpine Double).
- Metolius Single (84" × 30", 18,5 lliures amb cremallera i bossa de transport, similar al disseny de cantonada del bloc A5).
- Metolius Double (84" × 45", 21,5 lliures amb cremallera, bossa de transport i barra per a pesos, similar al disseny A5).
- Fish Individual/Doble (77" × 42", 13/16 lliures amb cremallera; disseny de cantonada rígida, marc d'acer).

### 2017
El 2017, John Middendorf va presentar un nou disseny de portaleig, anomenat D4 Portaledge (82 "× 47", 16,5 lliures amb bossa de transport, cremallera i pal major). En lloc de les cantonades de bloc, que ha estat l'estàndard de facto des que es van introduir per primera vegada, el nou D4 Portaledge té cantonades arrodonides de tubs, que ofereixen més rigidesa i són més lleugeres que les cantonades de bloc tradicionals. El portaledge D4 aporta moltes més innovacions, inclòs un disseny de tub de diàmetre híbrid recentment dissenyat, que proporciona força i rigidesa sense necessitat d'una barra per a pesos, un nou sistema de desplegament i sac de transport integrat, i un concepte completament senzill però nou per a la cremallera de la tempesta: una sola obertura vertical amb cremallera que permet el desplegament més ràpid alhora que permet una obertura total entre tempestes. També al voltant d'aquesta època, Middendorf presentà el "bullet-joiner" D4, que és una manera senzilla però eficaç de crear una unió amb força de tub superposada i nas arrodonit per a articulacions d'autoassemblatge ràpid. El D4 s'ha produït en diverses mides i, a més de ser més lleuger i fort, el paquet és més petit (29 "× 10" per a la mida completa D4) que els dissenys anteriors de portaleigs.

### 2020

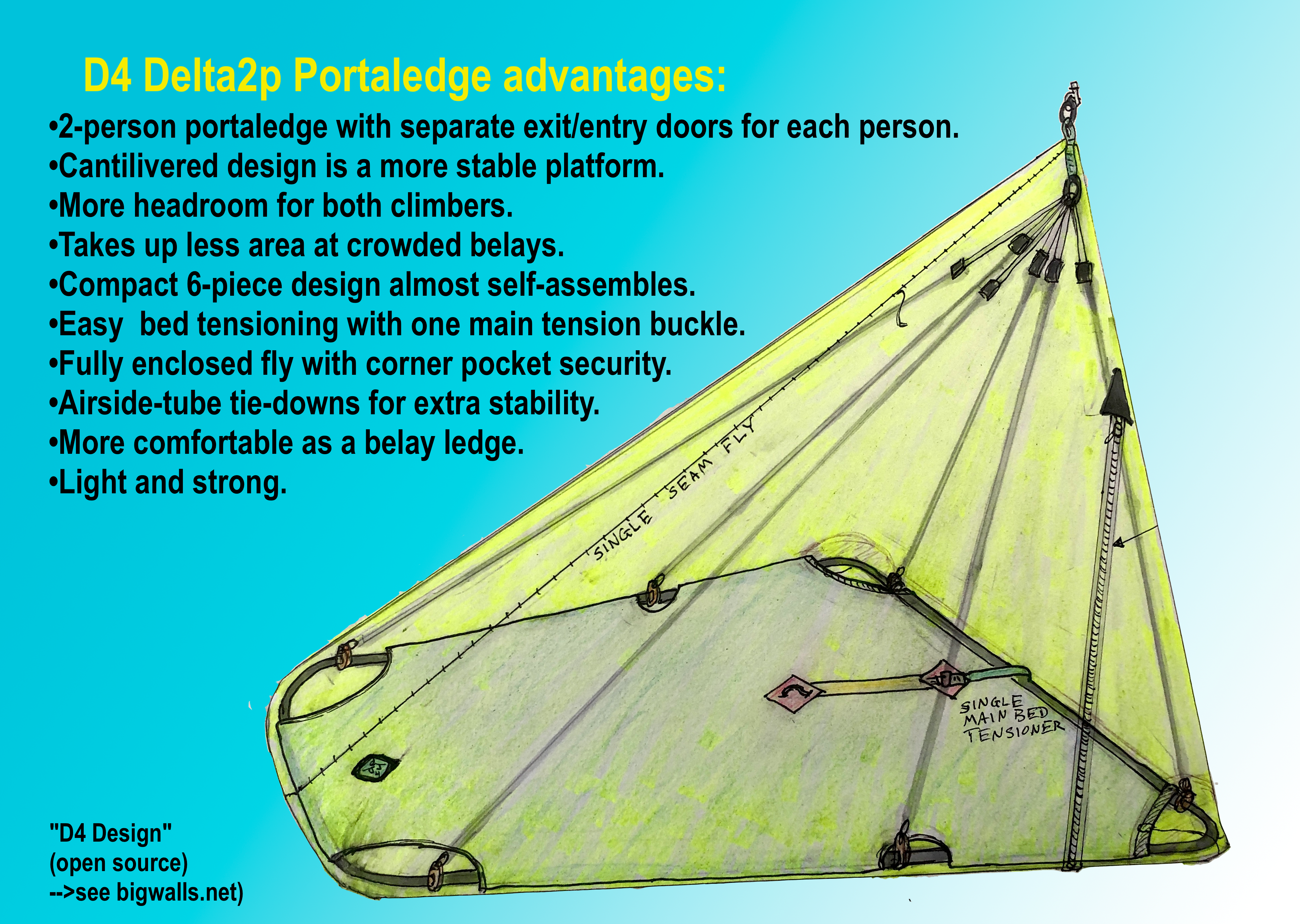
Delta2p (un disseny D4).

El 2020 Middendorf va desenvolupar el portaleig "Delta2p", un disseny en voladís. Anomenat per la seva forma delta i el seu disseny per a 2 persones, aquest disseny va resoldre molts problemes dels portaleigs tradicionals, inclosa una ergonomia millorada i una major estabilitat. El disseny de marc rígid de sis peces amb cantonades corbes i "D4 bullet-joiners" permet un muntatge ràpid i es plega de manera compacta. Sis prototips que es van enviar a Yosemite i l'Himàlaia per a proves, i uns altres 24 Delta2p addicionals es van crear a Tasmània el 2020/2021 i es van distribuir a tot el món; aquests pesaven 6,5 kg. amb haulsack i stormfly. Fotos i notes de disseny de codi obert disponibles en línia: Vegeu també:

## Altres usos
Els portaleigs han estat utilitzats pels tree-sitters (asseure's als arbres) durant les protestes de desobediència civil contra la tala d'arbres, permetent-los romandre dalt dels arbres durant setmanes, mesos o, de vegades, anys. També s'utilitzen en càmping recreatiu en arbres.